# 莫敬止
莫敬止（越南语：／，？—1593年），越南南北朝時期莫朝君主。1592年至1593年在位。他是莫朝宗室謙王莫敬典長子。

## 生平

### 早年事迹
莫敬止为莫朝宗室谦太王莫敬典的长子，初封端雄王，执掌兵权。1564年，莫敬止因与其父之妾通奸被人揭发，降为庶人，其兵权由莫敬典的第三子莫敬敷掌控。1580年，莫敬典去世，莫帝莫茂洽复封莫敬止为雄礼公，但不委以兵权。
1590年，莫敬止的夫人藏匿在忠义将弘郡公家中，后来事发，二人被杀。
1592年春，郑松大举北伐，攻破昇龙。十一月，珥河防线失守，莫军全线溃败。莫茂洽出逃金城县。不久后郑军攻破金城，莫太后被俘虏，莫茂洽出逃，立其子莫全为监国，改元武安，自己则担任都将，指挥军队抵抗郑军。雄礼公莫敬止独自率领一支军队，驻守在青河县境内。十二月初，郑军分兵讨伐莫敬止，在新美社将其击溃，并且俘获了战船五十余艘、马匹器械众多。莫敬止溃败后，逃窜至东潮县，不久后又收拾残兵败卒，回到青林县一带据守。莫茂洽在凤眼县被郑军俘虏，押送至菩提生枭三日。

### 称帝
莫敬止得知莫茂洽被俘后，率部占据至灵县，自立为帝，改元宝定，后改康佑。其弟莫敬敷、莫敬慎、從弟莫敬誠等人纷纷归附。莫茂洽之子莫全虽然已经监国，但是因其幼弱，人心不服。后来莫全也被郑军俘虏，莫朝旧臣前往投奔莫敬止。莫敬止麾下战兵，多达七万人。
郑松派阮七里、裴文奎、陈百年、阮峨等人率军莫敬止，但是被莫敬止击败。海阳、京北等地再次归附莫敬止。莫敬止遂进兵至锦江县。由于莫敬止声势浩大，郑松只得再次派遣黃廷爱、郑杜、郑桐、郑柠、阮有僚等人率部征讨莫敬止。莫敬止由锦江退回青林，固守青林江防线，双方相持十余日不分胜负。
1593年正月，郑松亲率大军东征青林。尽管莫军多大六七万人，但大部分是未受训练的乌合之众。十二日，郑军渡江急战，三面合围，最终莫军大败。莫敬止率宗室群臣逃入山林之中。郑军追至东潮、至灵二县，擒获了莫敬止從弟安山王莫敬誠、宏量公莫履祐等人。十四日，郑军又在横蒲县擒获莫敬止，以及莫朝的宗室、大臣等。莫敬止与其弟莫敬敷、莫敬簡、莫敬遵、莫敬慎等一同被押往昇龙。

### 去世
正月二十七日，莫敬止等一众莫氏宗派在草津被处决。莫敬止诸位兄弟之中，只有敦厚王莫敬恭幸免于难，流亡至諒山的文兰州。同年三月，莫朝大将莫玉拥立莫敬恭为帝，年号乾统。

## 后代
- 威王莫敬用（？—1598）[2]
- 庆王莫敬宽（？—1638）